# Drucat
Drucat (picardisch: Drucot) ist eine nordfranzösische Gemeinde mit 902 Einwohnern (Stand 1. Januar 2022) im Département Somme in der Region Hauts-de-France. Die Gemeinde liegt im Arrondissement Abbeville und ist Teil der Communauté d’agglomération de la Baie de Somme und des Kantons Abbeville-1.

## Geographie
Die Gemeinde im Ponthieu liegt rund fünf Kilometer nordnordöstlich von Abbeville am gleichnamigen Bach Drucat, einem Zufluss des Scardon, der in Abbeville in die Somme mündet. Von Abbeville ist Drucat durch die Autoroute A16 getrennt. Zur Gemeinde gehören der Weiler Le Plessiel  und die isolierten Gehöfte Le Mesnil im Norden und Ferme du Moulin Drucat im Süden. Auch zwei alte Pisten des Flugplatzes Aérodrome d’Abbeville-Drucat liegen teilweise auf dem Gebiet der Gemeinde. Das Gemeindegebiet liegt im Regionalen Naturpark Baie de Somme Picardie Maritime.

## Einwohner
| 1962 | 1968 | 1975 | 1982 | 1990 | 1999 | 2006 | 2011 |
| ---- | ---- | ---- | ---- | ---- | ---- | ---- | ---- |
| 503  | 504  | 733  | 841  | 890  | 861  | 872  | 865  |

## Verwaltung
Bürgermeister (maire) ist seit 2014 Laurent Parsis.

## Sehenswürdigkeiten
- Schloss von Drucat, während des Zweiten Weltkriegs Sitz einer deutschen Kommandantur

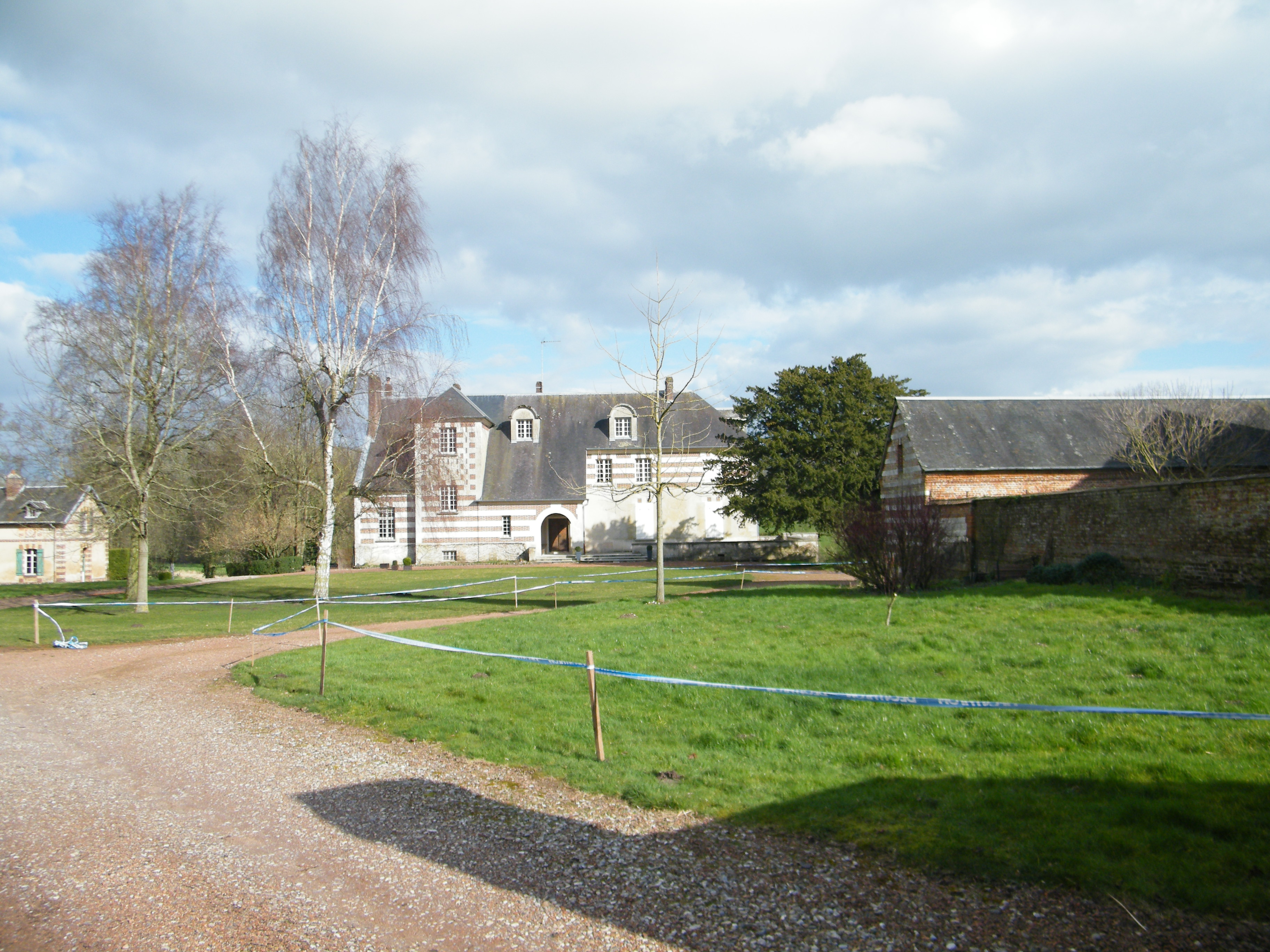
Schloss

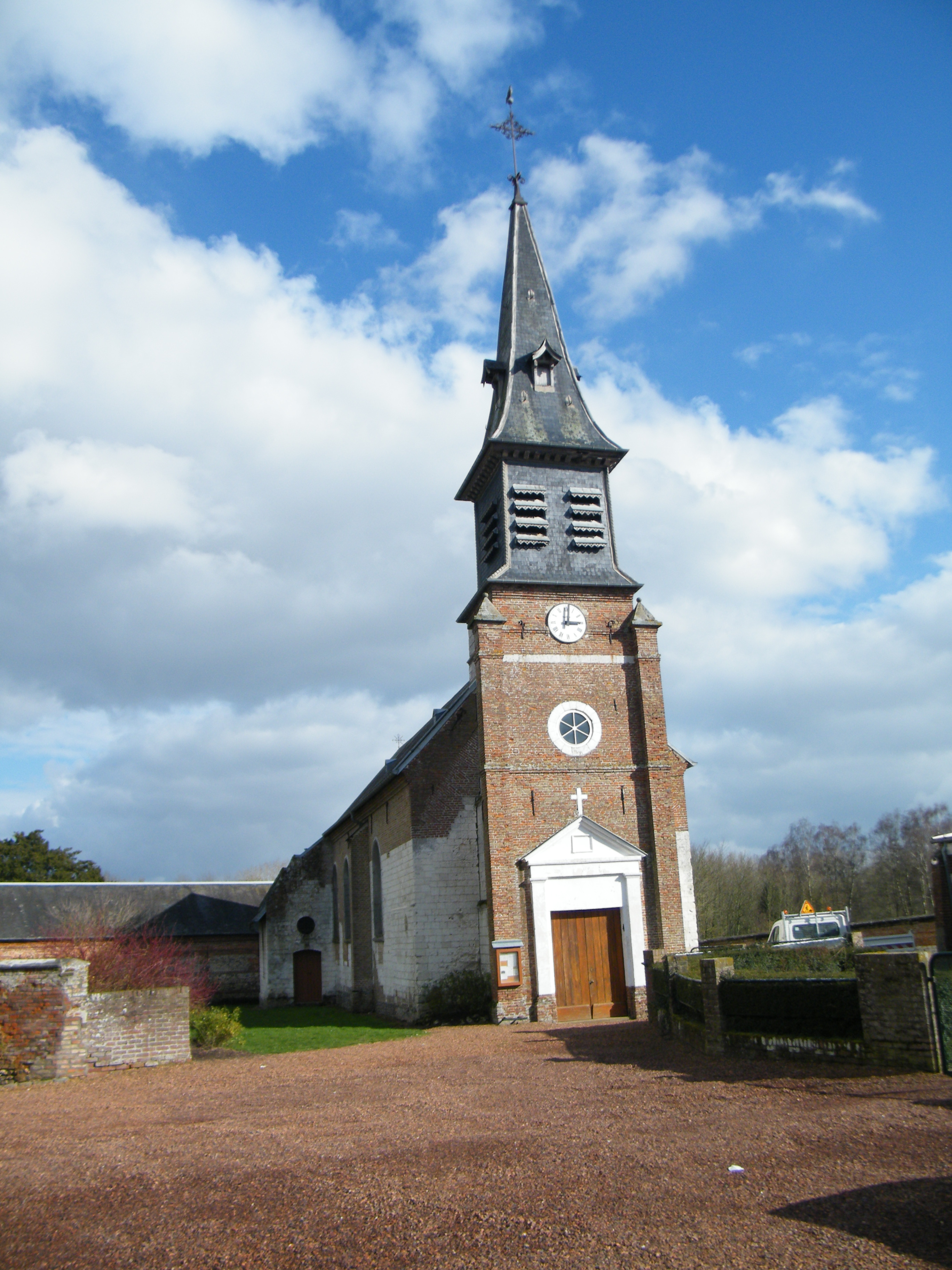
Kirche Saint-Martin

- Kirche Saint-Martin[1]

## Persönlichkeiten
- Jean-François Lesueur (1760–1837), Kirchenmusiker und Komponist, hier geboren.